# Sherp
Sherp [šerp] je obojživelné terénní vozidlo, které od roku 2015 vyrábí stejnojmenná firma se sídlem v Moskvě a v Kyjevě. Hlavním autorem je ruský konstruktér Alexej Garagašjan (Алексей Гарагашьян, Alexey Garagashyan). Sherp umožňuje jízdu ve velmi náročném terénu, umí plavat ve vodě, pohybuje se v hlubokém sněhu a v bažinách. Je určen pro různá použití, mj. pro záchranné složky. Ve světě se používají názvy Sherp [šerp] nebo Sherp ATV (ATV = all terain vehicle), v ruském originále Шерп [šerp].

## Popis
Vozidlo má částečně hliníkovou a částečně ocelovou skříň se čtyřmi koly s pneumatikami o průměru 1,6 m. Japonský dieselový motor značky Kubota má zdvihový objem 1,5 l a maximální výkon 45 PS a pohání bicyklovými řetězy všechna čtyři kola. Řízení je smykové jako u tanku - vůz zatáčí přibrzděním levých nebo pravých kol. Tlak v pneumatikách může řidič plynule měnit podle terénu a nízkotlaké pneumatiky nahrazují odpružení i tlumiče. V nábojích kol jsou rezervní nádrže na naftu. Vyrábí se ve skříňovém provedení i jako pick-up a uvnitř má sedadla pro 8 cestujících.

## Výkony
Vozidlo dosahuje maximální rychlost 40 km/h na silnici a 6 km/h na vodě, vyjede svah o sklonu 35 % a překoná svislou překážku, vysokou max. 80 cm. Dojezd se základní nádrží je 58 km, pro transport po silnici se vyrábí přívěsný vozík, protože na asfaltu pneumatiky velmi trpí. Vozidlo je 3,40 m dlouhé, 2,52 m široké, 2,52 m vysoké a prázdné váží asi 1,3 t. Maximální náklad činí 2,5 t.

## Sherp Archa
V roce 2019 přišel výrobce s přívěsným modulem, který uveze 20 lidí, nebo 3,4 tun nákladu. Vozidlo Sherp s přívěsným modulem má název Sherp Archa (Sherp The Ark) má pohon 10x10 a kola v přívěsném modulu jsou ovládána z kabiny. Je vybaven vznětovým motorem o objemu 2,4 l s výkonem 74 koní. Dosahuje rychlosti 30 km/h na souši a 6 km/h ve vodě.